# Rakówek (województwo podlaskie)
Rakówek – wieś w Polsce położona w województwie podlaskim, w powiecie suwalskim, w gminie Przerośl.
W okresie międzywojennym stacjonowała tu placówka Straży Celnej „Rakówek II”.
W latach 1975–1998 miejscowość położona była w województwie suwalskim.

## Obiekty zabytkowe
- cmentarz ewangelicki, XIX, nr rej.:A-1016 z 13.02.1995[8].